# 谢赫·阿卜杜勒·拉赫曼
谢赫·阿卜杜勒·拉赫曼博士（烏爾都語: شیخ عبد الرحمان‬，1903年6月4日—1990年7月25日），是一名巴基斯坦的法學家，巴基斯坦最高法院第五任首席大法官。他在旁遮普大学获得硕士学位，在牛津大学获得荣誉学士学位，在开罗大学获得法学博士学位。
拉赫曼于1926年进入公務員系統工作。他在旁遮普省不同地区担任助理专员和地区和会议法官。他于1946年被任命为拉合尔高等法院法官。他毕业于拉合尔伊斯兰学院。
1947年，他被任命为孟加拉边界委员会成员。1947-52年间，他担任旁遮普疏散财产的保管人。1950年至1952年，拉赫曼担任拉合尔旁遮普大学副校长。他于1954年成为拉合尔高等法院首席大法官。1955年，他被提升为西巴基斯坦高等法院首席大法官。1958年，他被任命为巴基斯坦最高法院法官。1968年，他取代大法官阿爾文·羅伯特·科尼利烏斯成为第五任巴基斯坦最高法院首席大法官。同年6月3日卸任首席大法官一职。拉赫曼还曾在1964、1965、1966和1967年担任首席选举专员。
除了是一名法官外，拉赫曼還是拉合尔中央乌尔都语委员会主席、拉合尔伊斯兰文化研究所所长、巴兹姆-伊卡勒成员、文学促进委员会成员和巴基斯坦艺术理事会主席。